# كريستوفر مينر سبنسر
كريستوفر مينر سبنسر (بالإنجليزية: Christopher Miner Spencer)‏ هو مخترع أمريكي، ولد في 20 يونيو 1833 في مانشستر في الولايات المتحدة، وتوفي في 14 يناير 1922 في Windsor, Connecticut ‏ في الولايات المتحدة.

## وصلات خارجية
- كريستوفر مينر سبنسر على موقع الموسوعة البريطانية (الإنجليزية)